# Rock City (Illinois)
Rock City est un village du comté de Stephenson, dans l'Illinois, aux États-Unis. Fondé en 1859, il est incorporé le 20 février 1883. Lors du recensement de 2010, le village comptait une population de 315 habitants.

## Source de la traduction
- (en) Cet article est partiellement ou en totalité issu de l’article de Wikipédia en anglais intitulé « Rock City, Illinois » (voir la liste des auteurs).